# Elmar Schmid
Elmar Schmid (Binn, 1947) es un profesor suizo de clarinete y música de cámara en la Escuela Superior de Música de Zúrich donde, además, desarrolla una intensa actividad artística profesional. 
Realizó sus estudios musicales en Zúrich con los maestros Marcel Wahlich y Hansjörg Leuthold y, en Berlín, con Karl Leister. 
Sus amplios intereses musicales se centran en su dedicación a la Música Nueva y a la música folclórica original. Es Director musical de la agrupación "Oberwalliser Spillit", para quien el compositor Heinz Holliger compuso el "Alb Cher". Jürg Wittenbach dedicó a esta agrupación musical, en 1999, su composición "Gragantua chez les Helvètes du Haut-Wallais" (Escenas según Rabelais).